# Demonax seoulensis
Demonax seoulensis là một loài bọ cánh cứng trong họ Cerambycidae.